# Obrót uszlachetniający
Obrót uszlachetniający – w handlu międzynarodowym polega na wysyłaniu za granicę produktu niewykończonego w celu poddania go dalszej obróbce, po czym towar powraca do kraju pochodzenia.
Rozróżniamy następujące rodzaje:
- obrót uszlachetniający czynny (kiedy my przyjmujemy towar do uszlachetnienia) – procedura gospodarcza i procedura zawieszająca
- bierny (gdy oddajemy go do obróbki) – procedura gospodarcza.